# Arbeitsgemeinschaft Föhnforschung Rheintal-Bodensee
Die Arbeitsgemeinschaft Föhnforschung Rheintal-Bodensee (AGF) ist eine Arbeitsgemeinschaft, die sich der Föhnforschung widmet.
Die AGF wurde 1972 gegründet und besteht aus Prognostikern, Föhninteressierten, Meteorologen und Klimatologen, die sich mit dem Föhn und dessen Vorhersage in der Region Alpenrheintal und Bodensees befassen. Die AGF wird vom Deutschen Wetterdienst, von GeoSphere Austria (ehemals ZAMG) und von MeteoSchweiz unterstützt, da Resultate der AGF in deren Föhnvorhersage einfließen. 2007 nahm die AGF die verbliebenen Mitglieder des Mesoscale Alpine Programme auf. Der Föhn in der Ostschweiz wird kontinuierlich von den AGF-Mitgliedern beobachtet und an halbjährlichen Sitzungen besprochen. Neben Sturmwarnung und Föhnvorhersage widmet sich die AGF der Beeinflussung des Föhns auf das Klima der Ostschweiz.